# باول عمار
باول عمار (بالفرنسية: Paul Amar)‏ هو صحفي ومذيع أخبار فرنسي، ولد في 11 يناير 1950 في قسنطينة في الجزائر.